# Versmold
Versmold è una città di 21 829 abitanti della Renania Settentrionale-Vestfalia, in Germania.
Appartiene al distretto governativo (Regierungsbezirk) di Detmold e al circondario (Kreis) di Gütersloh (targa GT).